# Veličina ljudskog spolnog uda
Veličina ljudskog spolnog uda je obilježje koje obuhvaća duljinu i obujam. Najtočnije mjere dobiju se s više mjerenja u različita doba dana, jer su moguće varijabilnosti zbog razine uzbuđenja, doba dana, sobne temperature, učestalosti spolnosne aktivnosti i pouzdanosti metode mjerenja. U usporedbi s drugim primatima, uključujući i velike poput gorile, ljudski spolni ud je velik. 
Ukrućen spolni ud prosječno iznosi oko 12.9 - 15 cm. 95% muškaraca ima spolni ud dug između 10.7 i 19.1 cm. 
Najdulji ikada izmjereni spolni ud iznosio je 34, a najmanji 1 cm. 
Većina znanstvenika tvrdi da spolni ud raste do kraja puberteta, a postoje i tvrdnje da raste cijeli život. Postoje i tvrdnje kako se veličina tijela odnosi na veličinu spolnog uda, kao i tvrdnje da to nije slučaj. 
Odrasla osoba koja ima spolni ud kraći od 7 cm, a inače je normalno formirana, u medicini se zove osobom s micropenisom. 
Obrezani muškarci imaju prosječno 8 mm kraći spolni ud.

## Povijest poimanja
U staroj Grčkoj poželjnim se smatrao neobrezani i mali spolni ud, dok je veći ili obrezani doživljavan kao nešto groteskno. Stari Rimljani su vjerojatno imali suprotno poimanje. U srednjovjekovnoj arapskoj književnosti poželjnim se smatra veliki spolni ud. Za žene je obujam umjesto duljine važniji čimbenik spolnosne stimulacije. U suvremenom svijetu veliki spolni ud je poželjna osobina cijenjena u pornografiji.